# VV DOS in het seizoen 1954/55
Het seizoen 1954/1955 was het eerste jaar in het bestaan van de Utrechtse betaaldvoetbalclub DOS. De club kwam uit in de Eerste klasse A en eindigde daarin op de zevende plaats, dit betekende dat de club in het nieuwe seizoen uitkwam op het hoogste voetbalniveau

## Wedstrijdstatistieken

### Eerste klasse B(afgebroken)
|       | Ajax  | Be Quick | EDO | Enschedese Boys | Go Ahead | Heracles | N.E.C. | Rigtersbleek | Stormvogels | Veendam | De Volewijckers | Zwolsche Boys |
| ----- | ----- | -------- | --- | --------------- | -------- | -------- | ------ | ------------ | ----------- | ------- | --------------- | ------------- |
| Thuis | –     | –        | –   | –               | 2 – 2    | –        | 2 – 1  | –            | 3 – 3       | 2 – 3   | –               | 7 – 1         |
| Uit   | 2 – 2 | –        | –   | 3 – 3           | –        | 0 – 1    | –      | 2 – 3        | –           | –       | –               | –             |

### Eerste klasse A
|       | Amsterdam | Emma  | Excelsior | Go Ahead | SHS   | Leeuwarden | LONGA | MVV   | NAC   | Roda Sport | Stormvogels | Veendam | Zwolsche Boys |
| ----- | --------- | ----- | --------- | -------- | ----- | ---------- | ----- | ----- | ----- | ---------- | ----------- | ------- | ------------- |
| Thuis | 4 – 2     | 1 – 2 | 0 – 2     | 0 – 4    | 2 – 1 | 4 – 1      | 4 – 1 | 4 – 2 | 1 – 2 | 1 – 5      | 3 – 2       | 6 – 2   | 6 – 1         |
| Uit   | 4 – 1     | 0 – 0 | 1 – 0     | 1 – 0    | 3 – 0 | 2 – 1      | 1 – 4 | 5 – 3 | 1 – 2 | 4 – 2      | 3 – 3       | 0 – 4   | 1 – 4         |

## Statistieken DOS 1954/1955

### Eindstand DOS in de Nederlandse Eerste klasse A 1954 / 1955
| Stand | Gespeeld | Gewonnen | Gelijk | Verloren | Punten | Doelpunten voor | Doelpunten tegen |
| ----- | -------- | -------- | ------ | -------- | ------ | --------------- | ---------------- |
| 7e    | 26       | 12       | 2      | 12       | 26     | 60              | 53               |

### Eindstand DOS in de Nederlandse Eerste klasse B 1954 / 1955 (afgebroken)
| Stand | Gespeeld | Gewonnen | Gelijk | Verloren | Punten | Doelpunten voor | Doelpunten tegen |
| ----- | -------- | -------- | ------ | -------- | ------ | --------------- | ---------------- |
| 2e    | 9        | 4        | 4      | 1        | 12     | 25              | 17               |

### Topscorers
| #                | Naam                 | Goal |
| ---------------- | -------------------- | ---- |
| 1.               | Tonny van der Linden | 19   |
| 2.               | Dirk Lammers         | 16   |
| 3.               | Cor Luiten           | 8    |
| 4.               | Luc Flad             | 4    |
| 5.               | Hannes Lammers       | 3    |
| 6.               | Gerrit Krommert      | 2    |
| 6.               | Henk Temming         | 2    |
| 8.               | Joop van Basten      | 1    |
| 8.               | Hans Kraay sr.       | 1    |
| 8.               | Wim Visser           | 1    |
| 8.               | Toon Westbroek       | 1    |
| Eigen doelpunten |                      |      |
| 1.               | Jef Dresens (MVV)    | 1    |
| 1.               | Frits Stevens (MVV)  | 1    |
| Totaal           | Totaal               | 60   |

| #      | Naam                 | Goal |
| ------ | -------------------- | ---- |
| 1.     | Dirk Lammers         | 7    |
| 1.     | Tonny van der Linden | 7    |
| 3.     | Cor Luiten           | 4    |
| 4.     | Gerrit Krommert      | 3    |
| 5.     | Luc Flad             | 1    |
| 5.     | Henk Temming         | 1    |
| 5.     | Toon Westbroek       | 1    |
| 5.     | Thom van Zijl        | 1    |
| Totaal | Totaal               | 25   |